# 한국의 방송
한국의 방송은 독립국가의 기반 위에서 시작된 것이 아닌, 일제의 식민지라는 역사적 상황하에서 발족되었다. 따라서 애초의 자발적 의욕도 결국에는 ‘일제의 통치수단으로서의 방송’으로 전위될 수밖에 없는 한계성을 내포하고 있었다.
한국에서 처음으로 전파를 이용해서 원거리의 사람에게 의사를 전달하게 된 무선방송의 효시는 1924년 12월 17일의 일이다. 당시 조선일보사가 일화무선전신기계제작소(日華無線電信耭械製作所)와 제휴하여 1924년 12월 17일 오전 11시 수표동(水標洞)에 소재한 조선일보사 사장실에 송신기를 설치하고 소공동(小公洞) 공회당과 관철동(貫鐵洞) 우미관(優美館)에 수신기를 설치하여 초만원을 이룬 대중에게 방송하였다. 이때 최초의 어나운스먼트를 담당한 사람은 우리나라 최초의 여기자 최은희(崔恩喜)였고, 당시 조선일보사 사장으로 있던 이상재(李商在)의 인사말이 있은 후, 명창 이동백(李東伯)·송만갑(宋萬甲) 등의 육자배기와 박녹주(朴綠珠) 등의 단가(短歌), 그리고 거문고·퉁소·피리·양금·해금 등의 연주가 방송되어 놀라움과 인기가 대단하였다. 이날 조선일보는 '본사 무선전화방송(無線電話放送)에 임하야'라는 제목의 사설로써 다음과 같이 생활의 현대화를 촉구하였다.
| “ | 오늘날의 조선인은 모든 물질문명 및 기계문명을 애용하기를 즐긴다. 그러나 우리는 그 이용을 즐기는 만큼 그 문명을 이해하지 못하였고, 창조하지 못하였고, 또는 그를 장악하지 못하였다 할 것이다. 그러므로 신문명의 수입과 그 이용의 분량과 정비례로 더더욱 민족적 빈궁에 빠져가는 것은 면할 수 없는 이세(理勢)다. 뿐만 아니라 모든 관리의 기능 및 그 기술이 부족하고 신문명(新文明)의 방식으로서 건설된 사회의 통재권(統裁權)을 계승하기는 지난(至難)한 일일 것이다. 오인(吾人)은 우리들의 청년들이 아직도 자연과학에 등한하고 기술적 수련에 등한함을 보매 항상 탄석(嘆惜)하는 바이어니와 이제 인방(隣邦)의 기술자 및 그들의 기계를 빌어서 현대의 최신식 문명의 이기와 그 효용(效用)을 실험하게 됨에 임하여 가장 무량(無量)한 감개에 싸인 바 있다. 천하(天下)의 부로(父老) 및 청년들은 깊이 동감할 바 있을 줄 믿는다." | ” |

이와 같이 최초의 무선방송이 민간의 자발적 의욕으로 출범했지만 일본은 이러한 움직임을 누른채 1926년 한국에 방송국을 설치할 계획을 가지고 조선총독부의 허가를 얻어 이사회를 구성, 같은 해 11월에 사단법인 경성방송국을 설립하였다.